# Überhandtuch

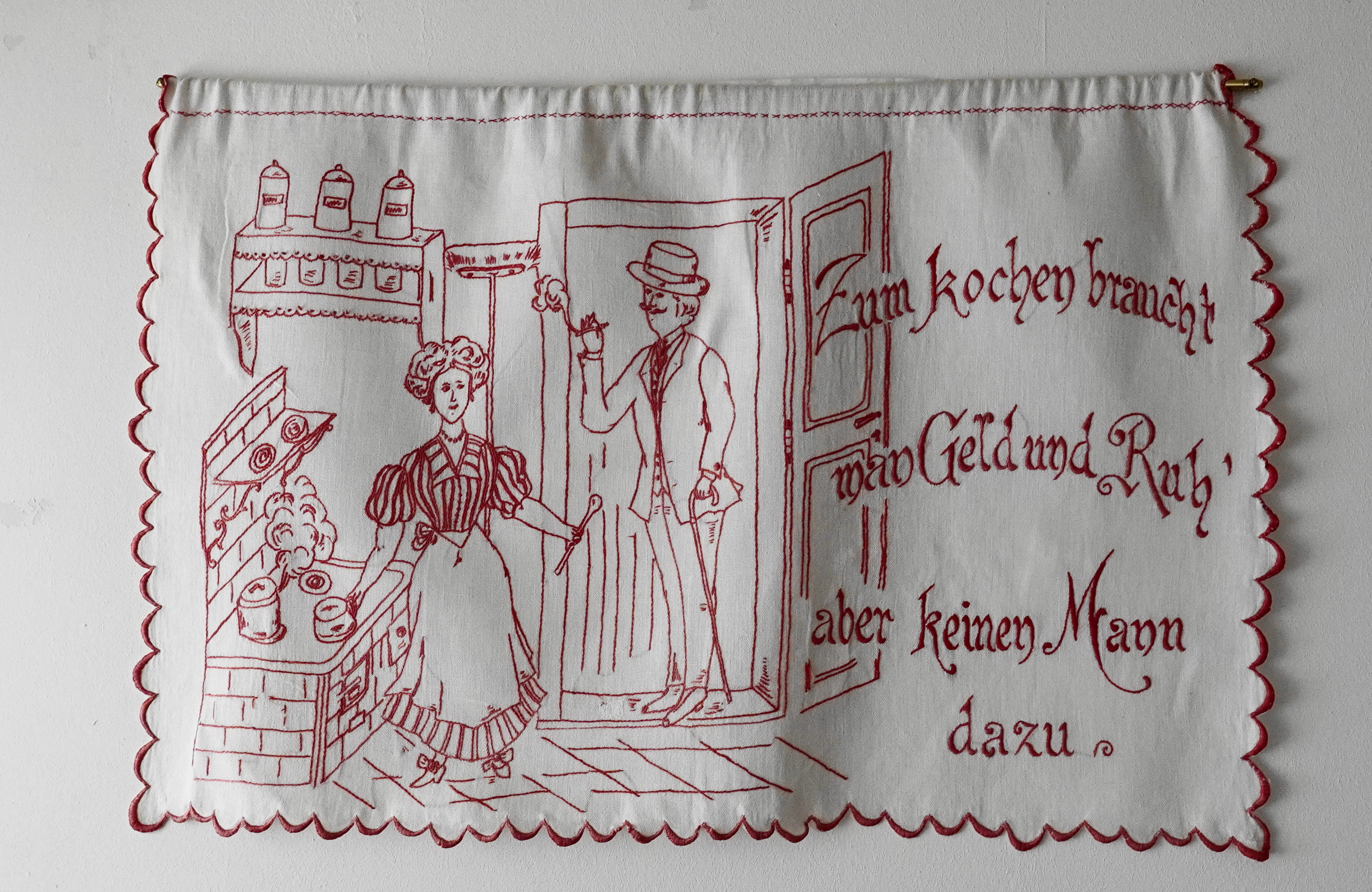
Paradetuch mit Küchenweisheit und Querstange als Befestigung

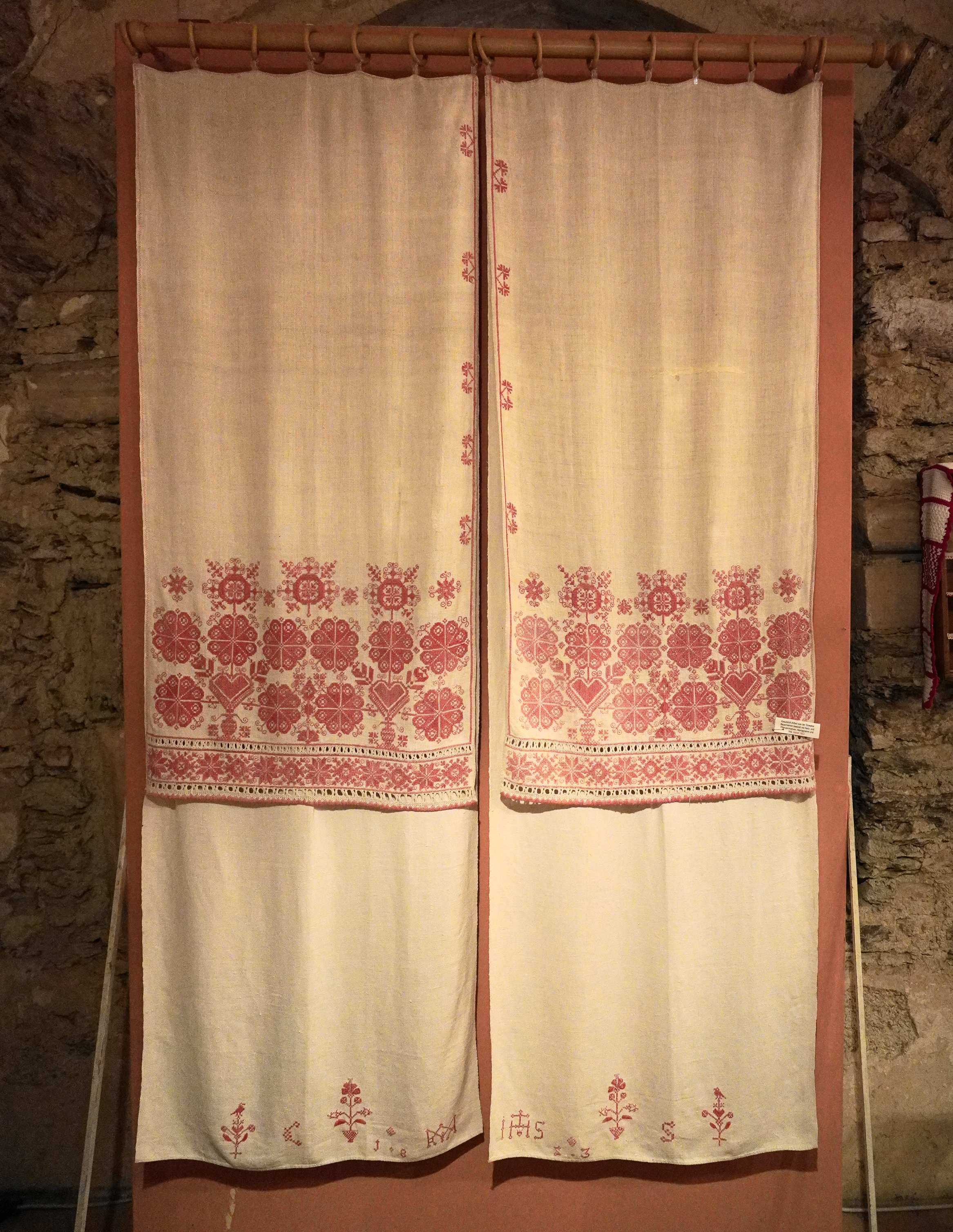
Paradetücher (Befestigung mit Gardinenringen und Klammern)

Ein Überhandtuch (auch Paradetuch) ist ein dekorativ verziertes Tuch aus Leinen oder Baumwolle, das ähnlich wie ein Vorhang aufgehängt wird und dazu dient, andere Handtücher, Putzlappen oder auch kleinere Gebrauchsgegenstände zu verdecken, die hinter dem Überhandtuch an Haken hängen. 
Meist wird hierzu ein spezieller Halter verwendet, bei dem vor einer Hakenleiste eine Querstange angebracht ist, die zur Befestigung des Überhandtuchs dient. Das Überhandtuch hat zu diesem Zweck einen genähten Tunnel, durch den die herausnehmbare Stange geschoben werden kann. Auch Klammern, die an verschiebbaren Gardinenringen auf der Stange befestigt sind, werden verwendet.

## Geschichte
Überhandtücher kamen in der zweiten Hälfte des 19. Jahrhunderts in Mode und erfreuten sich bis in die Zeit nach dem Zweiten Weltkrieg großer Beliebtheit. Sie wurden von Frauen und jungen Mädchen in Handarbeit angefertigt und bildeten einen Bestandteil der Aussteuer. In der Regel wurden sie mit Borten und Spitzen verziert und mit Pflanzen-, Landschafts- oder Küchenmotiven, kirchlichen Symbolen, reinen Ornamenten (etwa im Jugendstil), Spruchweisheiten und Monogrammen bestickt. Viele der Stickereien und Spruchweisheiten bezogen sich auf den Themenkreis Haushalt und Küche, da Überhandtücher – häufig auch mit passenden Wandbehängen, Vorhängen oder Tischdecken kombiniert – vor allem in der Küche angebracht wurden. In den Darstellungen und Sprüchen spiegelt sich das damalige Rollenverständnis wider, indem die Sorge für den Haushalt als typisch weibliche Aufgabe angesehen und das Ideal der „guten Hausfrau“ als besonders erstrebenswert dargestellt wurde. Bekannte Sinnsprüche auf Überhandtüchern aus diesem Themenkreis sind etwa „Eigener Herd ist Goldes wert!“ oder „Die Gute Hausfrau kocht mit Fleiß des Ehegatten Lieblingsspeis’.“
Gegen Ende des 19. Jahrhunderts wurden Überhandtücher auch in Sticksälen angefertigt und konnten in Geschäften erworben werden. Nach dem Zweiten Weltkrieg gab es sie mit gedruckten Dessins oder Sprüchen. In den 1980er Jahren wandelten sich Überhandtücher und die dazugehörigen Halter zu beliebten Antiquitäten und wurden später auch maschinell neu hergestellt.